# Moivre, Marne

Moivre este o comună în departamentul Marne, Franța. În 2009 avea o populație de 50 de locuitori.